# Kastri (Citera)
Kastri è un villaggio lontano dalla costa, nella prefettura del Pireo sull'isola di Citera attualmente facente parte della Grecia. Kastri è stato abitato dall'uomo fin dall'età del bronzo,  ed era un importante insediamento dell'Antico Elladico/Minoico di Creta.  Si è pensato che fosse stato un antico insediamento della Creta minoica. Kastri nell'isola di Citera è considerevolmente, ma direttamente a nord dell'antico sito di Cidonia, che fu la maggiore città cretese nord-occidentale. 